# Municipio de Clark (condado de Clinton)
El municipio de Clark (en inglés: Clark Township) es un municipio ubicado en el condado de Clinton en el estado estadounidense de Ohio. En el año 2010 tenía una población de 2123 habitantes y una densidad poblacional de 22,22 personas por km².

## Geografía
El municipio de Clark se encuentra ubicado en las coordenadas 39°17′56″N 83°48′3″O / 39.29889, -83.80083. Según la Oficina del Censo de los Estados Unidos, el municipio tiene una superficie total de 95.55 km², de la cual 95,08 km² corresponden a tierra firme y (0,5 %) 0,48 km² es agua.

## Demografía
Según el censo de 2010, había 2123 personas residiendo en el municipio de Clark. La densidad de población era de 22,22 hab./km². De los 2123 habitantes, el municipio de Clark estaba compuesto por el 97,41 % blancos, el 0,38 % eran afroamericanos, el 0,19 % eran amerindios, el 0,33 % eran asiáticos, el 0,71 % eran de otras razas y el 0,99 % eran de una mezcla de razas. Del total de la población el 1,08 % eran hispanos o latinos de cualquier raza.